# Modyfikacja ciała

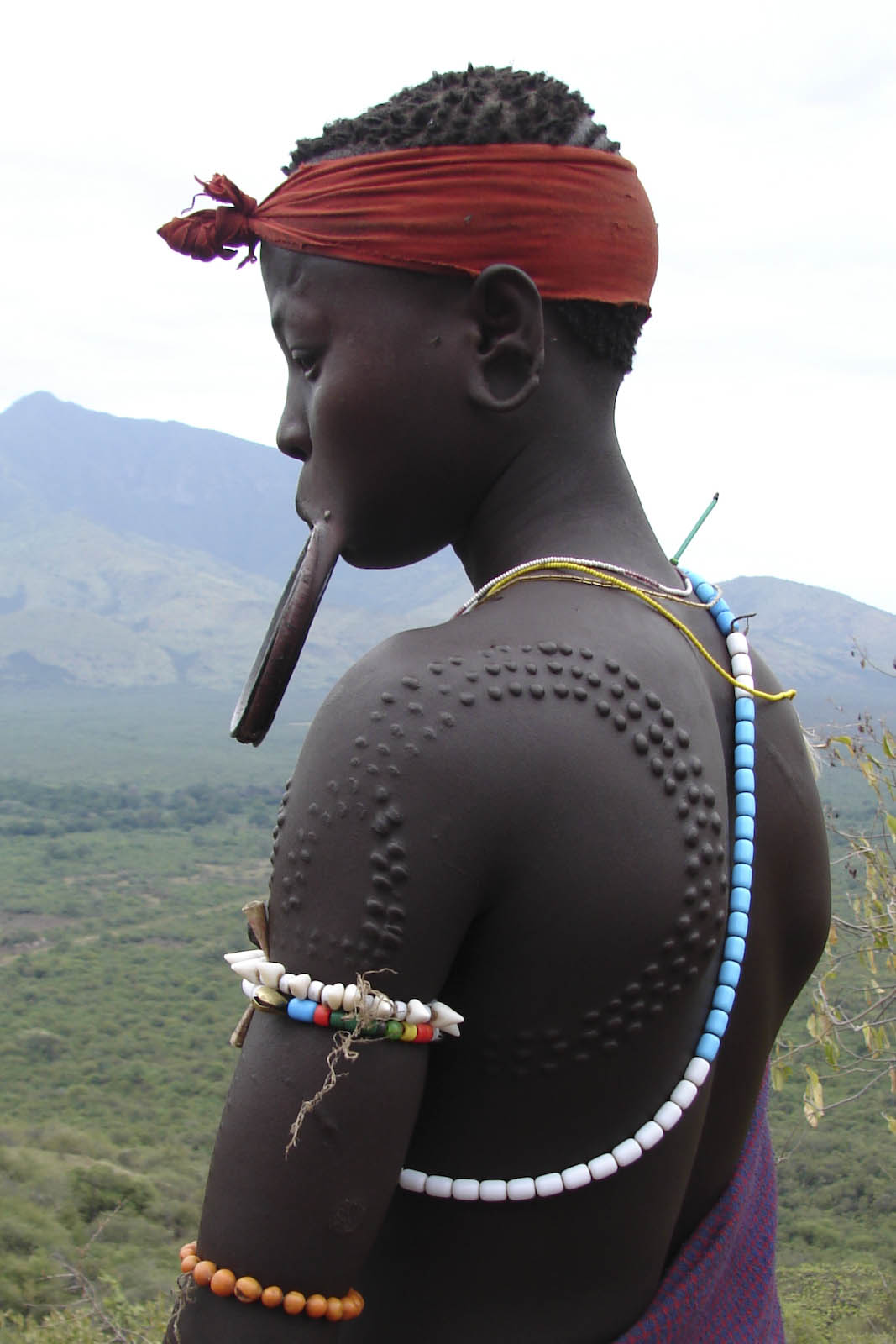
Modyfikacja ciała u afrykańskiego plemienia Mursi: krążki w wargach i skaryfikacja

Modyfikacja ciała (od upowszechnionego angielskiego terminu body modification) – ogół niemedycznych praktyk prowadzących do permanentnego lub długotrwałego przekształcenia albo ozdobienia różnych części ludzkiego ciała.

## Podłoże socjologiczne
Modyfikacje ciała mogą mieć podłoże kulturowe (tradycja, religia), subkulturowe (moda) albo wynikające ze specyficznych potrzeb jednostki (np. kreowanie własnej indywidualności).

## Formy modyfikacji ciała
Do najbardziej znanych form modyfikacji ciała należą:
- piercing
- tatuaż
- skaryfikacja
- wszczepianie implantów podskórnych
- deformacja kości (gł. czaszki lub kończyn)
- nacinanie lub amputacja fragmentów narządów (gł. genitaliów)
- krępowanie stóp w Chinach
- wydłużanie czaszki u Majów
- wydłużanie szyi u kobiet Padaung

## Kontrowersje
Współcześnie bardziej radykalne lub nietypowe formy modyfikacji ciała spotykają się ze sprzeciwem społecznym (ze względu na brak ich ogólnie zrozumiałej celowości) i krytyką środowiska medycznego (ze względu na potencjalne zagrożenie zdrowia lub życia poddających się takim praktykom, wykonywanym często przez osoby bez przygotowania medycznego).